# نبرد دماغه سنت‌جورج

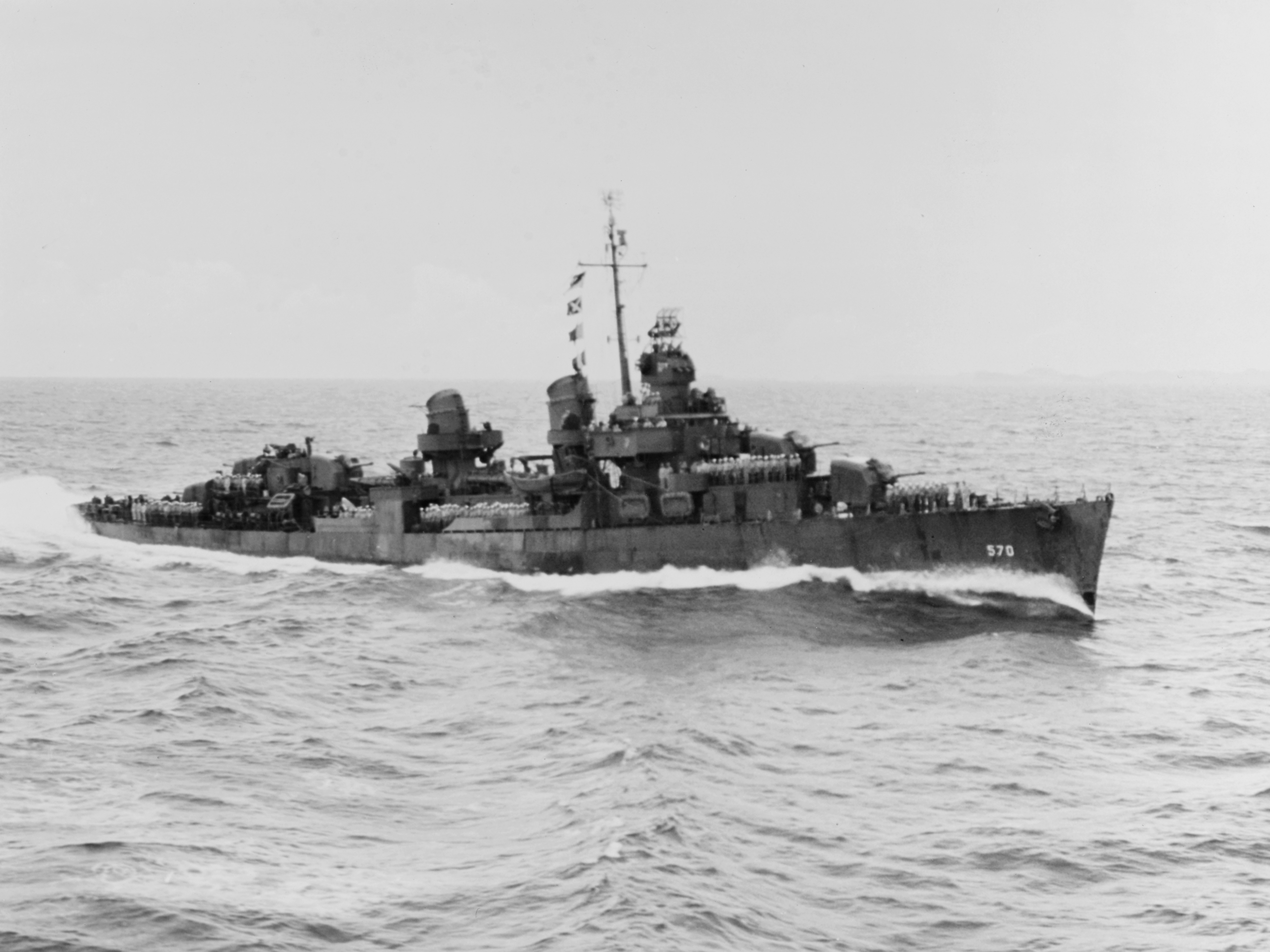

نبرد دماغهٔ سنت‌جورج (به انگلیسی: Battle of Cape St. George) نبردی دریایی بود میان امپراتوری ژاپن و ایالات متحده آمریکا در گرماگرم جنگ اقیانوس آرام در جنگ جهانی دوم. این نبرد در ۲۵ نوامبر ۱۹۴۳ و میان دماغه سنت‌جورج، جزیره ایرلند نو و جزیره بوکا در پاپوآ گینه نو رخ‌داد. نتیجهٔ نبرد پیروزی آمریکایی‌ها بود. نبرد دماغهٔ سنت‌جورج واپسین درگیری سطحی کشتی‌ها در عملیات جزایر سلیمان، و همچنین نقطهٔ پایانی بر حضور ژاپن در این محدوده بود. در جریان این عملیات نیروهای آمریکا به کشتی‌های در حال عقب‌کشاندن نظامیان ژاپنی تاختند، سه ناوشکن ژاپنی غرق‌شد و ۷۶۴ تن از ژاپنی‌ها جان‌سپردند، ولی به آمریکایی‌ها آسیبی نرسید.